# Liste des phares d'Uruguay
Cette page dresse la liste des quinze phares d'Uruguay.
Les phares en activité en Uruguay appartiennent à la marine (Armada Nacional del Uruguay ) et sont entretenus par le Departamento de Ayudas a la Navegación. Ils sont classés par département uruguayen du nord au sud.

## Rocha
| Nom                    | Lieu             | Mise en service | Coordonnées                  | Image |
| ---------------------- | ---------------- | --------------- | ---------------------------- | ----- |
| Phare de Punta Palmar  | Punta del Diablo | 1977            | 34° 04′ 01″ S, 53° 33′ 03″ O |       |
| Phare de Cabo Polonio  | Cabo Polonio     | 1881            | 34° 24′ 19″ S, 53° 46′ 40″ O |       |
| Phare Cabo Santa María | La Paloma        | 1874            | 34° 40′ 04″ S, 54° 09′ 06″ O |       |

## Maldonado
| Nom                     | Lieu           | Mise en service | Coordonnées                  | Image |
| ----------------------- | -------------- | --------------- | ---------------------------- | ----- |
| Phare de José Ignacio   | José Ignacio   | 1877            | 34° 48′ S, 54° 38′ O         |       |
| Phare de l'île de Lobos | Île de Lobos   | 1806            | 34° 24′ 19″ S, 53° 46′ 40″ O |       |
| Phare de Punta del Este | Punta del Este | 1860            | 34° 58′ 08″ S, 54° 57′ 05″ O |       |
| Phare de Punta Negra    |                |                 |                              |       |

## Montevideo
| Nom                           | Lieu           | Mise en service | Coordonnées                  | Image |
| ----------------------------- | -------------- | --------------- | ---------------------------- | ----- |
| Phare de Isla de Flores       | Île de Flores  | 1828            | 34° 58′ 08″ S, 54° 57′ 05″ O |       |
| Phare de Punta Brava          | Punta Carretas | 1876            | 34° 56′ 07″ S, 56° 09′ 36″ O |       |
| Phare Cerro de Montevideo     | Montevideo     | 1802            | 34° 53′ 18″ S, 56° 14′ 34″ O |       |
| Phare de la escollera Sarandí | Montevideo     | 1909            | 34° 54′ 23″ S, 56° 13′ 37″ O |       |

## San José
| Nom                | Lieu            | Mise en service | Coordonnées                  | Image |
| ------------------ | --------------- | --------------- | ---------------------------- | ----- |
| Phare de la Panela | Río de la Plata | 1915            | 34° 54′ 56″ S, 56° 26′ 53″ O |       |

## Colonia
| Nom                             | Lieu                   | Mise en service | Coordonnées                  | Image |
| ------------------------------- | ---------------------- | --------------- | ---------------------------- | ----- |
| Phare de Colonia del Sacramento | Colonia del Sacramento | 1857            | 34° 28′ 22″ S, 57° 51′ 06″ O |       |
| Phare de Isla de Farallón       | Île Farallón           | 1876            | 34° 29′ 05″ S, 57° 55′ 04″ O |       |

## Tacuarembó
| Nom                              | Lieu      | Mise en service | Coordonnées                  | Image |
| -------------------------------- | --------- | --------------- | ---------------------------- | ----- |
| Phare Aéreo de Rincón del Bonete | Río Negro | 1938            | 34° 54′ 56″ S, 56° 26′ 53″ O |       |

## Source
- (en) Cet article est partiellement ou en totalité issu de l’article de Wikipédia en anglais intitulé « List of lighthouses in Uruguay » (voir la liste des auteurs).